# Colegio de San Francisco de Paula
El Colegio Internacional de Sevilla - San Francisco de Paula es un centro educativo de Sevilla, de carácter privado, laico e ideológicamente independiente, que ha formado a más de cuatro generaciones (más de 17.000 alumnos) en los principios de respeto y trabajo. Fue fundado en 1886 y tiene su sede en un edificio del siglo XVII del casco histórico de Sevilla, reformado y ampliado para la práctica académica.
Está adscrito al Bachillerato Internacional, organización educativa que integra a más de 4.000 colegios de los cinco continentes. Está acreditado por la Agencia Advanc-ED, que certifica la calidad de más de 30.000 centros de Norteamérica, Europa, África y Oriente Próximo, y forma parte de la Asociación de Colegios Privados e Independientes (CICAE).
El centro ha mantenido su ubicación original, en el casco histórico de la ciudad, fue el primero y el único en su momento en renunciar a la subvención pública (en el curso 84-85) y también uno de los primeros en admitir alumnas (lo hizo durante la II República). 
En la guerra civil española dio cobijo a profesores de los dos bandos, al margen de sus ideas políticas, y sólo con dos condiciones: el respeto mutuo y no mezclar sus ideas con la educación. Igualmente, y a pesar de las presiones, logró mantener su independencia ideológica durante los 36 años del régimen de Franco, tanto en el diseño y ejecución de su currículum como en sus publicaciones, en ocasiones burlando de manera inteligente la censura de la época.
Históricamente ha estado ligado a la familia Rey, su director actual, Luis Rey Goñi, representa la cuarta generación de esa familia al frente del centro, tras José María Rey Repetto, los hermanos José Antonio y Luis Rey Guerrero y Luis Rey Romero, a quien el Ayuntamiento de Sevilla le concedió una calle en 2006.

## Niveles de enseñanza
El colegio cubre todos los niveles de enseñanza a partir de los dos años, desde Educación Infantil hasta Bachillerato. Es el único colegio de Sevilla que cuenta con los cuatro programas del Bachillerato Internacional. (PEP, PAI, y PD) y el único en toda España con PAI por competencias. En los dos últimos años, el alumno puede elegir entre 17 modalidades de Bachillerato del Programa del Diploma del IB o el High School Diploma, siendo todas ellas opciones válidas para estudiar en España o fuera de sus fronteras.

## Idiomas
Desde los dos años hasta final de Bachillerato, los alumnos del centro reciben su formación siguiendo un plan bilingüe español e inglés, siempre con personal nativo o nivel C2. Los alumnos aprenden chino o árabe (a elección de las familias) desde los 2 años. Posteriormente se incorpora el francés, junto con la asignatura de dramatización para estudiar la lengua de forma vehicular.
La comunidad educativa del colegio es internacional: casi el 50% del profesorado y un 12% del alumnado es extranjero. Todos sus países están representados en el patio de banderas del centro. Los alumnos del colegio presentan porcentajes de aprobado superiores al 90% en los diplomas de Cambridge (Movers, Flyers, PET, First, Advanced, Proficiency), llegándo al 100% en los tres primeros.

## Internacional
Además de la integración en Bachillerato Internacional y la acreditación por Advanc-ED, y de su claustro multinacional, el colegio promueve continuas actividades de ámbito internacional, como intercambios y proyectos de cooperación con centros de otros países. Asimismo, promueve la participación de los alumnos en concursos, pruebas, exámenes y certámenes internacionales, como la Olimpiada Científica o el Joven Parlamento Europeo, y desarrolla numerosas actividades para el conocimiento de otras culturas, entre las que destacan las Jornadas Nacionales que se celebran cada año justo antes de Navidad y en las que el colegio se transforma asumiendo la cultura, costumbres y manifestaciones artísticas de un país diferente. 
En los últimos años, un grupo importante de profesores del colegio ha sido acreditado por el Bachillerato Internacional para ejercer funciones globales en algunos de sus programas, en calidad de visitadores, formadores o examinadores. Universidades como Oxford, Cambridge, Imperial College, King’s College, UCL, Edimburgo, Brístol y Sorbona han admitido a alumnos de este colegio.[¿quién?]
El Colegio cuenta además con un programa de residencia en familias que permite a alumnos de todo el mundo estudiar en el Centro y probar la experiencia de convivir con una familia con hijos de su edad.

## Tecnología
La metodología del colegio utiliza la tecnología como recurso para el aprendizaje. Todos los alumnos usan ordenadores personales en clase conectados a Internet a partir de Year 6.
El centro implementa las competencias STEaM (Science, Technology, Engineering, Arts and Maths) en el modelo educativo. Además, los alumnos pueden profundizar en el conocimiento más específico a través de asignaturas optativas como laboratorio exponencial STEaM, Diseño, impresión en 3D y construcción del robot humanoide inMoov y Microinformática. 
Igualmente, para la comunicación con los padres, el centro cuenta con un campus virtual con aplicaciones tan diversas como la entrega digital de documentación o la notificación de las puntuaciones de los alumnos.
En su compromiso con la implantación de la tecnología digital en el entorno educativo, el colegio realiza anualmente un estudio de evaluación entre alumnos, Profesores y Dirección para identificar las áreas en las que es necesario reforzar sus intervenciones y seguir potenciando esta área. 

## Atención individualizada
Cada alumno es único, y atender a esa singularidad ha sido siempre una máxima en los más de 130 años de historia del Colegio.
Los últimos años estos esfuerzos se han centrado en el diseño y desarrollo del Programa de Individualización, que ha culminado con la formación de un equipo transdisciplinar, coordinado y diferente a todo lo anterior.
El Centro atendiende a cada alumno en su diversidad, personalizando el proceso de aprendizaje y adaptándolo a las particularidades del contexto de cada niño, favoreciendo la equidad en la educación. Esto se traduce en desdobles para favorecer la práctica y la experimentación en grupos reducidos, adaptaciones individuales, un potente programa de refuerzo y otro de enriquecimiento para altas capacidades.
Como resultado, se han reducido del 6,6% de repetidores (curso 2000/01) al 0,16% (curso 2018/19). 
Todos estos esfuerzos son posibles gracias al significativo aumento de personal educativo a tiempo completo que conseguido en la última década, que pasado de ser de 13,4 alumnos por profesional en el curso 1997/98 a 6,4 en el curso 2018/19.

## Música
La práctica de un instrumento y la instrucción musical favorecen, tal como se desprende de las últimas investigaciones, la coordinación sicomotriz, la creatividad, la imaginación, la flexibilidad y la inventiva; además, estimula la determinación, la perseverancia, el valor del trabajo en equipo y la responsabilidad. Por todos esos motivos, la música está presente en su currículum educativo desde los 2 años de edad y las clases instrumentales desde los 3 años. 
Todos los alumnos del Colegio comienzan en Infantil practicando el violín, la viola o el violonchelo y posteriormente cambian a un instrumento de la orquesta sinfónica, elegido en función de los intereses y habilidades del alumno.
Los alumnos acumulan más de 160 horas de clases prácticas instrumentales al llegar a Year 6, a las que hay que sumar las de estudio individual y en grupo. Hasta ese nivel, el aprendizaje práctico musical será curricular, pudiendo alcanzar un nivel equiparable a 4º de Enseñanzas Elementales de Conservatorio. 
Los alumnos que lo deseen podrán continuar con la práctica instrumental hasta Year 10, acumulando en ese caso más de 260 horas de clases prácticas musicales y pudiendo obtener un nivel de Conservatorio 2º/3º de Enseñanzas Profesionales.  
Además de los instrumentos necesarios para la práctica en clase, el Colegio cuenta con 700 adicionales que cede a las familias para todo el curso, facilitando así la práctica en casa y evitando su traslado. 
Para aquellos alumnos que quieran conseguir un alto nivel de práctica musical, el plan integrado de música permite alcanzar el nivel correspondiente a las pruebas de acceso al Conservatorio Superior a los 16 años, optimizando el número de horas de clase de música necesarias e integrando la mayor parte de ellas en el horario habitual de clases.

## Prácticas en laboratorios
La experimentación científica ocupa un lugar destacado en el proyecto académico del Colegio con 350 horas de prácticas desde los 8 hasta los 16 años y entre 40 y 120 horas de prácticas en Bachillerato, según la modalidad elegida. 
Además de los profesores correspondientes a la asignatura, cuentan con dos técnicos de laboratorio a tiempo completo a disposición de sus alumnos, que desarrollan habilidades experimentales y de investigación que les serán de gran utilidad, sea cual sea finalmente su elección de campo profesional. 
Los alumnos que así lo deseen se preparan para la participación en campeonatos, ferias y olimpiadas de Matemáticas y Ciencias. De hecho, los alumnos del Colegio fueron Medalla de bronce en la fase internacional de las Olimpíadas Científicas Europeas de 2018, el segundo mejor resultado español de la historia de este certamen. 

## Biblioteca
Nominada “Francisco Márquez Villanueva” en homenaje a uno de sus antiguos alumnos, cuenta con unos 60.000 volúmenes, cinco espacios diferenciados según edades, servicio de consulta y reserva por Internet,que generan 150 préstamos de media al día.
Dispone además de un Fondo Antiguo con volúmenes de entre el siglo  XIII y siglo XVIII. Cinco bibliotecónomos atienden estos servicios.
A partir de los 5 años, los alumnos participan en el plan de formación de usuarios de información (alfin), que tiene por objetivos principales saber localizar la información en una biblioteca y utilizar los distintos formatos en los que se presenta la información. 
Así, los alumnos aprenden a contrastar la información, desechar las fake news, crear nuevos conocimientos integrando el saber anterior y la nueva comprensión, a citar las fuentes utilizadas para sus trabajos, etc. Además cada verano el servicio de biblioteca propone a los alumnos, exalumnos, profesores y padres un reto lector en el que deberán leer un mínimo de 3 libros para conseguir un diploma y también podrán ganar otro premio aparte si resultan ser ganadores del sorteo que hacen entre los alumnos que han participado.

## Antiguos alumnos ilustres
Algunos de sus antiguos alumnos han llegado a convertirse en personalidades destacadas de la vida política, cultural y económica local y nacional, tanto en el pasado siglo  XX, como en el actual siglo XXI. Entre ellos se encuentran Manuel Losada Villasante, Francisco Márquez Villanueva, Fernando Climent Huerta, Manuel del Valle Arévalo, José María Luzón Nogué, Manuel Ortiz Domínguez, Lucina Gil Márquez, Alberto Jiménez-Becerril Barrio, María Teresa Jiménez-Becerril Barrio, Juan Antonio Yáñez-Barnuevo, Luis Yáñez-Barnuevo, José Antonio Marín Rite, Rafael del Estad Vargas, Juan Abascal, Fahmi Alqhai Koury, Álvaro Pastor Torres y Hugo Salazar Anglada. El colegio cuenta con una Asociación de antiguos alumnos, denominada “Rey Guerrero” en homenaje a sus exdirectores José Antonio y Luis Rey Guerrero.

## Fundación Goñi y Rey
El Colegio creó en 2012 la Fundación Goñi y Rey, con el objetivo de contribuir al progreso de la educación y fomentar el emprendimiento de los jóvenes. En 2015, la Fundación Goñi y Rey promovió en Sevilla la mayor cumbre europea de Singularity University, institución dedicada a la formación sobre nuevas tecnologías exponenciales, avalada por Google y radicada en el campus de la NASA Research Park, en Silicon Valley, uno de los mayores epicentros de innovación del mundo. Fruto de esta Cumbre, surgió SingularityU Sevilla, el primer capítulo creado por Singularity University en Europa. Además de su colaboración con Singularity University, la Fundación concede becas para alumnos en situación económica desfavorecida e interesados en estudiar el Bachillerato Internacional y ha editado diferentes publicaciones, entre ellas un libro inédito de cuentos de Francisco Márquez Villanueva.